# Turnera ulmifolia
Turnera ulmifolia är en passionsblomsväxtart som beskrevs av Carl von Linné. Turnera ulmifolia ingår i släktet Turnera och familjen passionsblomsväxter. Inga underarter finns listade i Catalogue of Life.

## Bildgalleri

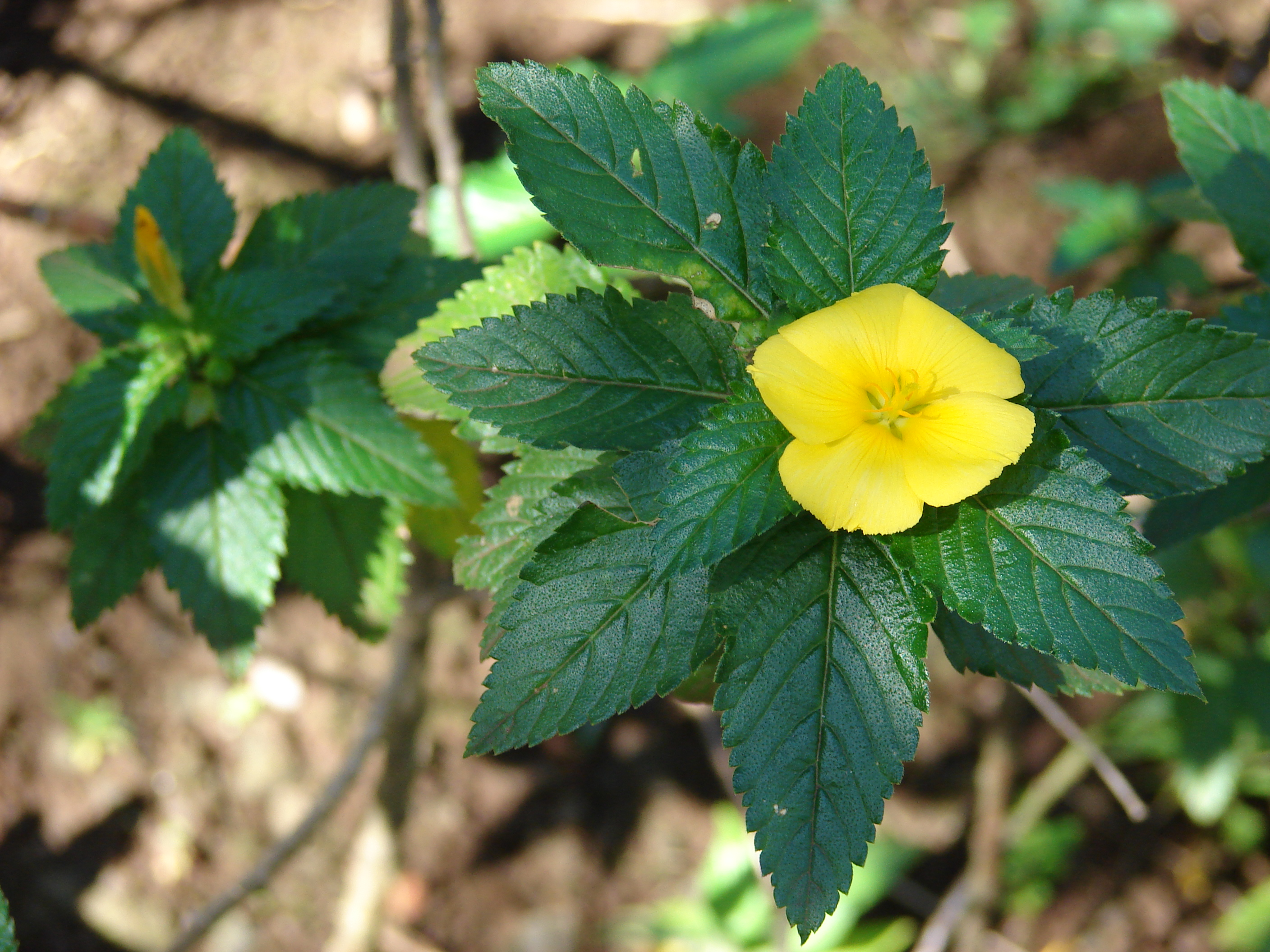
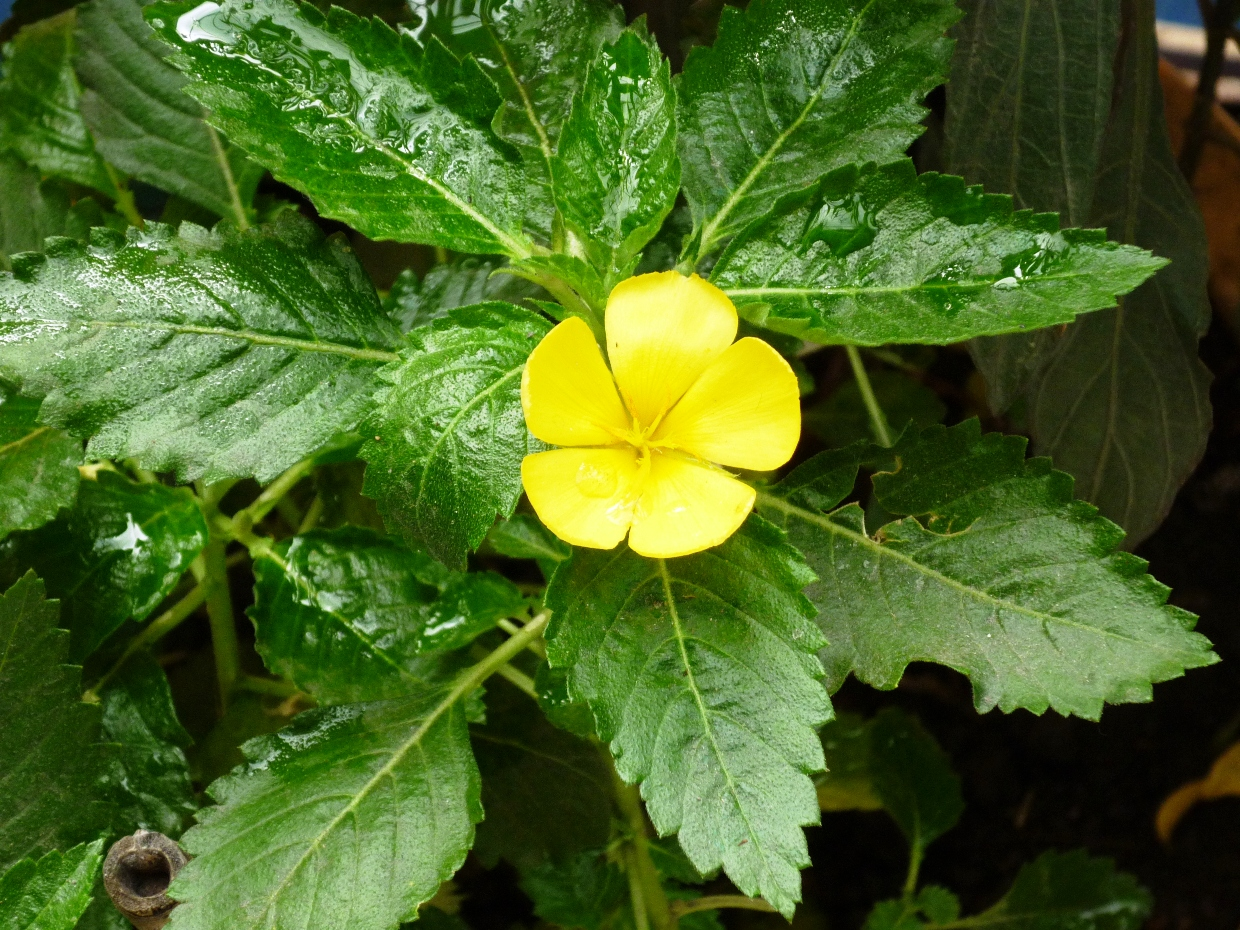
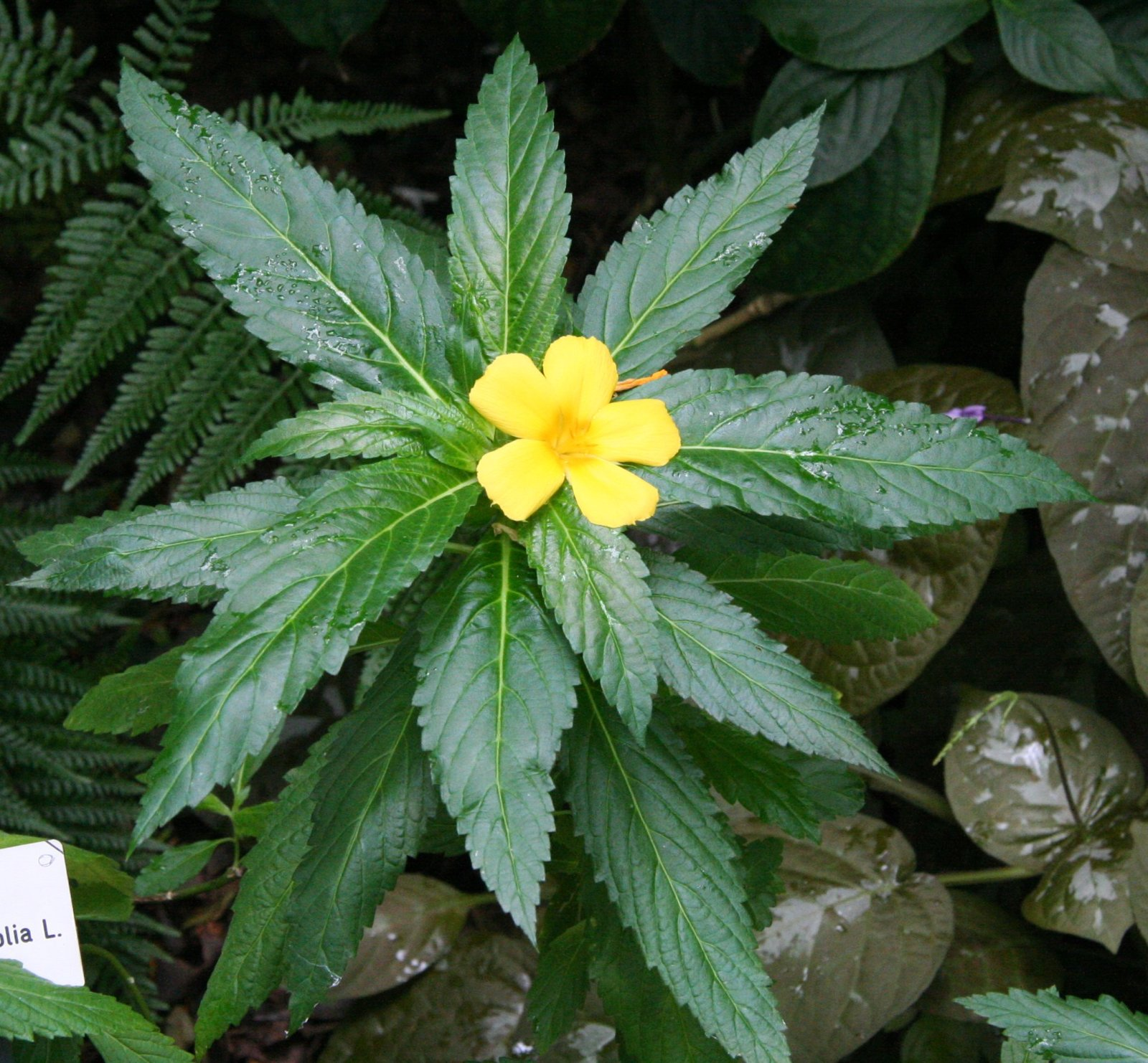
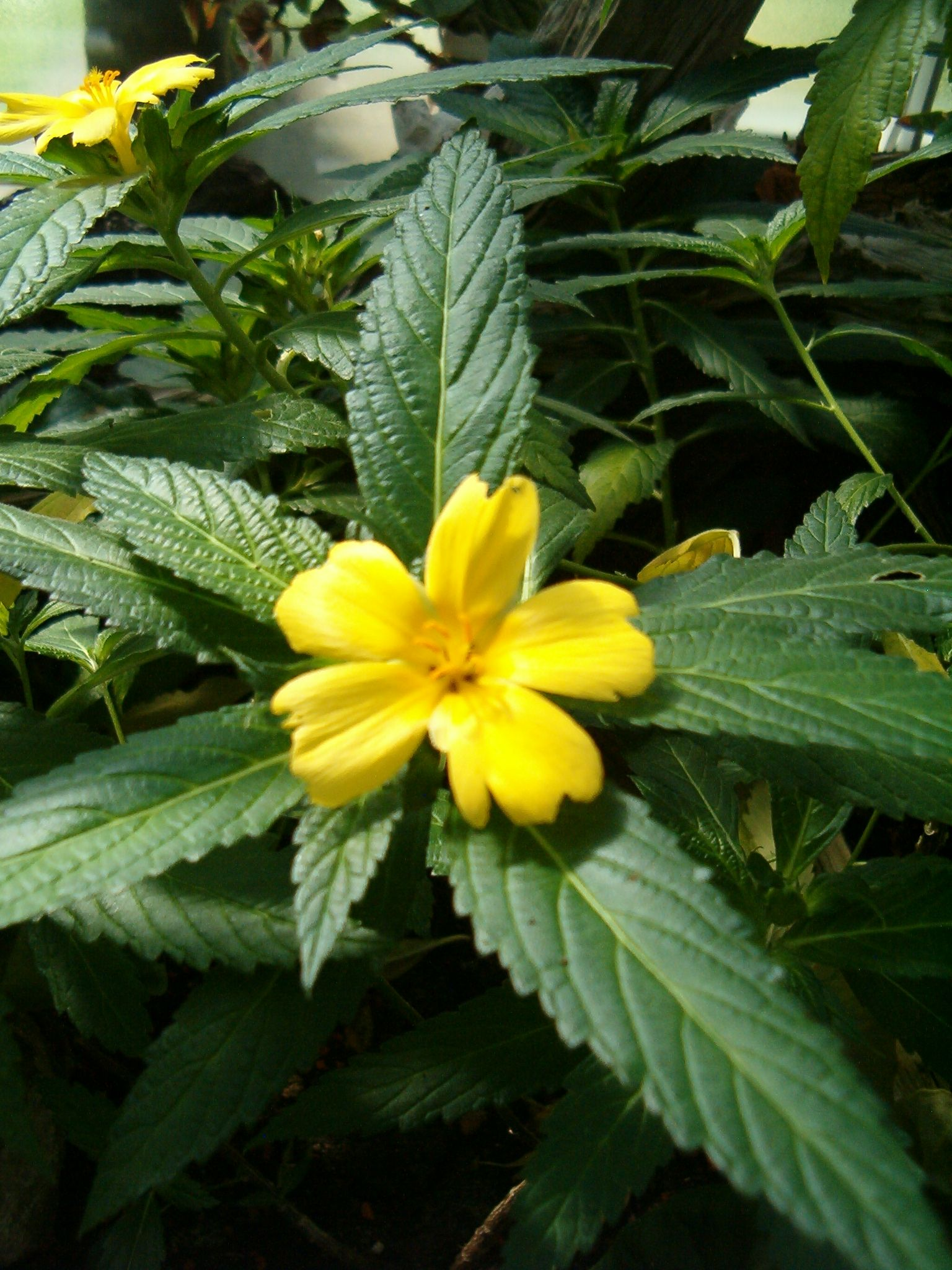
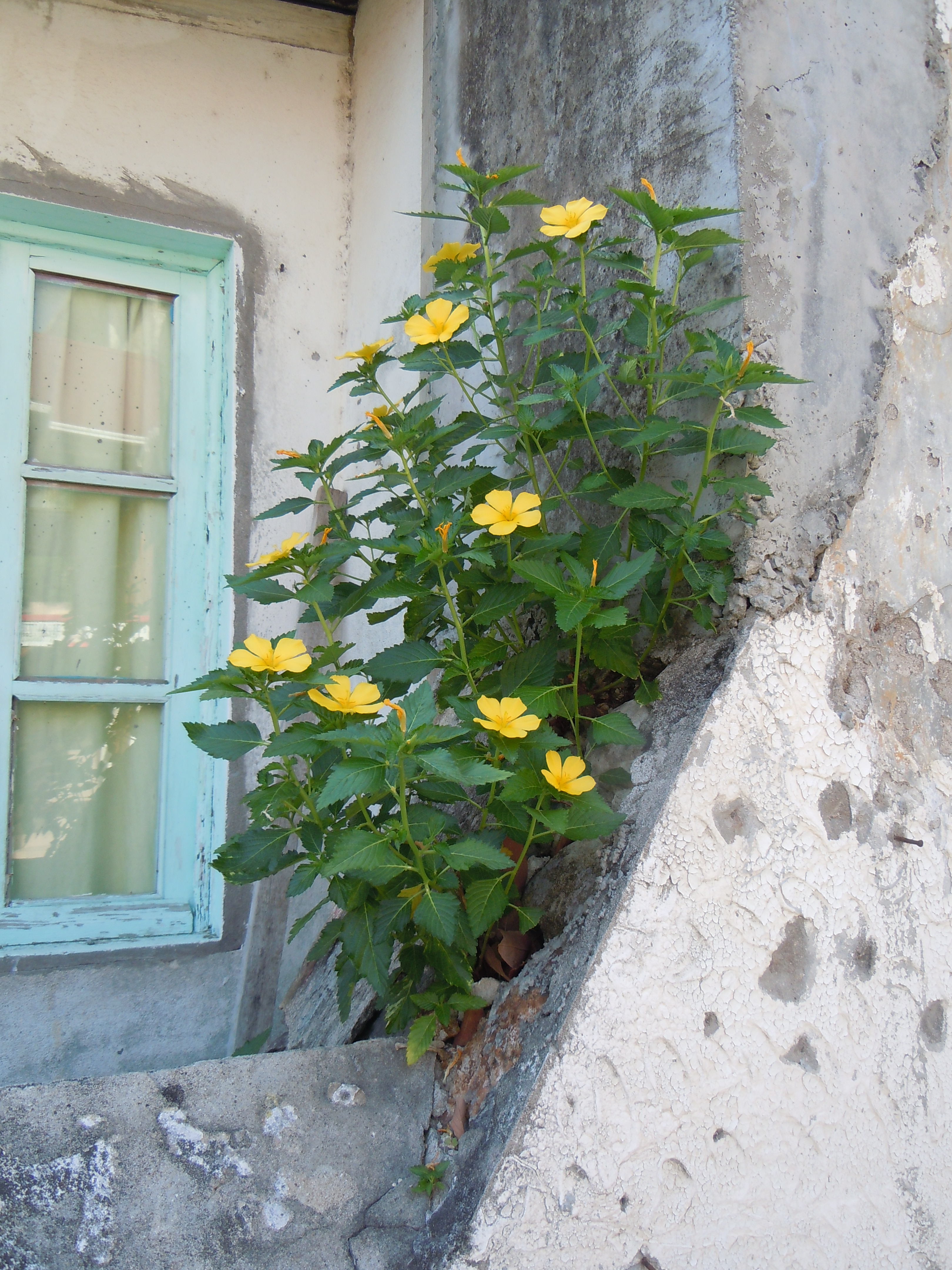
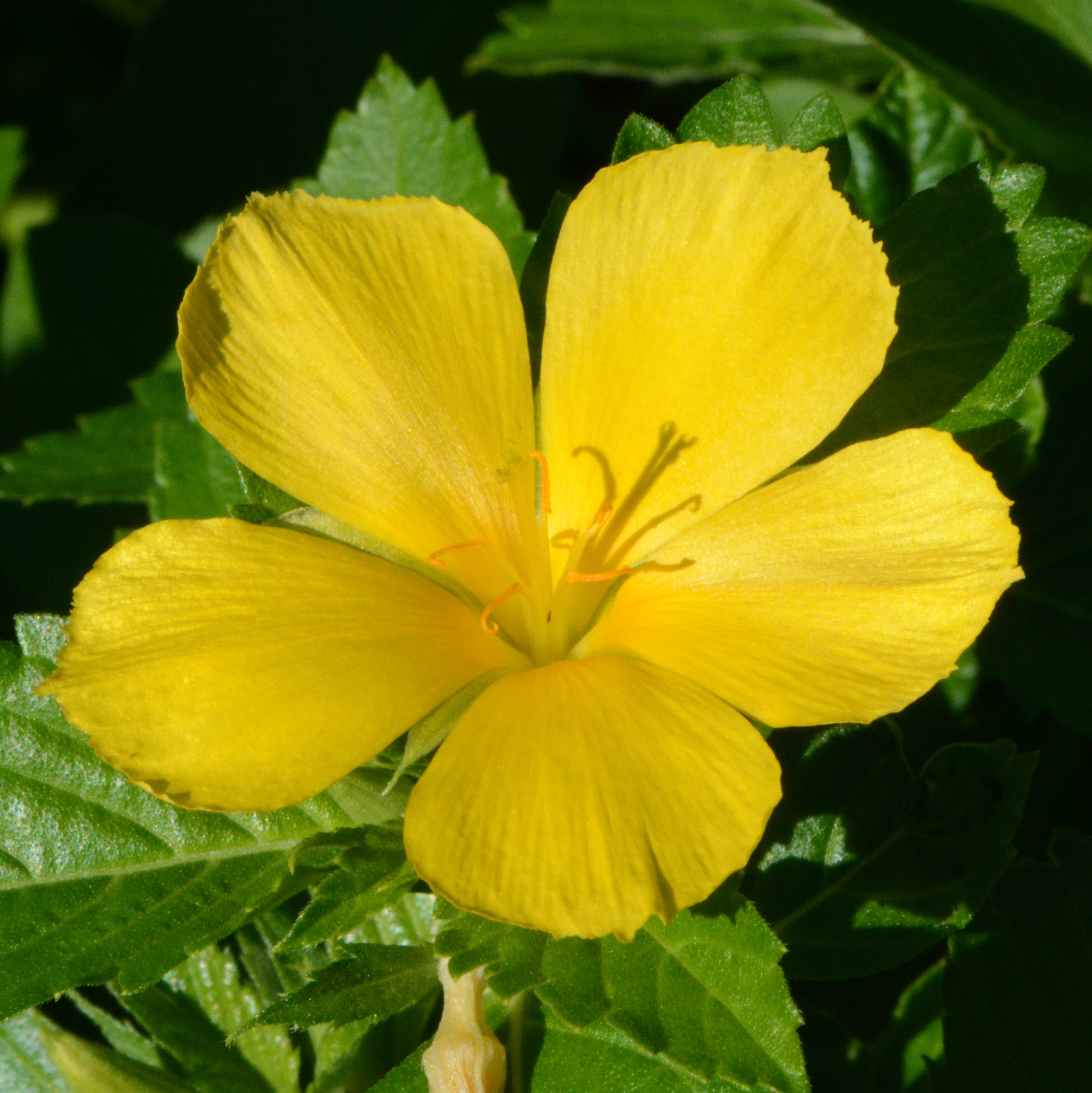